# Aile du Midi

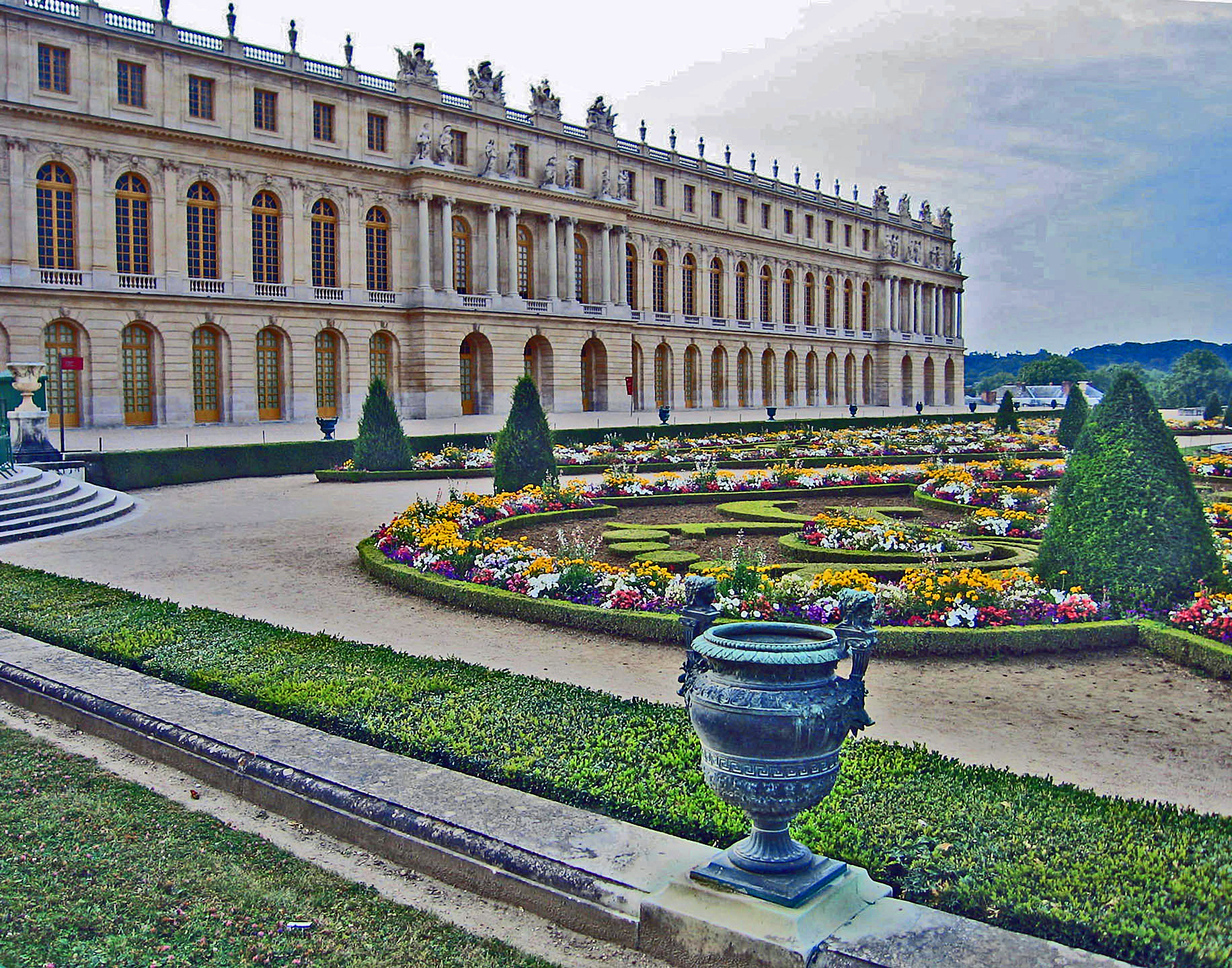
L' Aile du Midi della reggia di Versailles

L'aile du Midi (in italiano: "ala di mezzogiorno") è una parte della Reggia di Versailles, in Francia. Essa è realizzata in stile classico e venne costruita per alloggiare i cortigiani.

## Localizzazione
L’aile du Midi, è situata a sud del corpo centrale della reggia di Versailles.

## Storia
L’aile du Midi venne edificata da Jules Hardouin Mansart tra il 1679 ed il 1681.